# Caryocolum alsinella
Caryocolum alsinella — вид лускокрилих комах з родини виїмчастокрилі молі (Gelechiidae).

## Поширення
Вид поширений у Європі та Північній Африці.

## Опис
Довжина передніх крил 4–5 мм. Передні крила середньо-коричневі, вкраплені білим, особливо на одній п'ятій частині та посередині. Є нечіткі чорні плями.

## Спосіб життя
Імаго літають з кінця червня до кінця вересня. Личинки живляться на Arenaria montana, Cerastium arvense, Cerastium diffusum, Cerastium fontanum, Cerastium semidecandrum, Minuartia verna, Moehringia і Stellaria. Молоді личинки мінують листя рослини-господаря. Пізніше личинки харчуються молодими пагонами, квітками та насіннєвими коробочками. Личинки мають жовте або світло-зелене тіло і чорну голову. Вони вилуплюються навесні, а заляльковування відбувається до кінця червня.